# Пятиугольный многогранник
Пятиугольный многогранник — правильный многогранник в пространстве размерности n, построенный из группы Коксетера Hn. Семейству дал имя Гарольд Коксетер, поскольку двумерным пятиугольным многогранником является пятиугольник. В зависимости от его символа Шлефли он может быть назван додекаэдральным ({5, 3n − 2}) или икосаэдральным ({3n − 2, 5}).

## Члены семейства
Семейство начинается с одномерных многогранников (отрезок, n = 1) и завершается бесконечным замощением 4-мерной гиперболической сферы с n = 5.
Существует два типа пятиугольных многогранников. Один тип можно назвать додекаэдральные многогранники, а другой — икосаэдральные, в зависимости от его трёхмерных частей. Эти два типа двойственны друг другу.

### Додекаэдральные многогранники
Полное семейство додекаэдральных многогранников состоит из:
1. Отрезок, { }
2. Пятиугольник, {5}
3. Додекаэдр, {5, 3} (12 пятиугольных граней)
4. Стодвадцатигранник, {5, 3, 3} (120 додекаэдральных ячеек)
5. Стодвадцатиячейные соты порядка 3, {5, 3, 3, 3} — замощают гиперболическое 4-мерное пространство

Фасеты любого додекаэдрального многогранника являются додекаэдральными пятиугольными многогранниками на единицу меньшей размерности. Их вершинными фигурами являются симплексы на единицу меньшей размерности.
| n | Группа Коксетера                                     | Многоугольник Петри (проекция) | Название диаграмма Коксетера Символ Шлефли | Фасеты                 | Элементы | Элементы | Элементы | Элементы | Элементы |
| n | Группа Коксетера                                     | Многоугольник Петри (проекция) | Название диаграмма Коксетера Символ Шлефли | Фасеты                 | Вершины  | Рёбра    | Грани    | Ячейки   | 4-грани  |
| - | ---------------------------------------------------- | ------------------------------ | ------------------------------------------ | ---------------------- | -------- | -------- | -------- | -------- | -------- |
| 1 | {\displaystyle H_{1}} [ ] (порядок 2)                |                                | Отрезок · { }                              | 2 вершины              | 2        |          |          |          |          |
| 2 | {\displaystyle H_{2}} [5] (порядок 10)               |                                | Пятиугольник · {5}                         | 5 рёбер                | 5        | 5        |          |          |          |
| 3 | {\displaystyle H_{3}} [5,3] (порядок 120)            |                                | Додекаэдр · {5, 3}                         | 12 пятиугольников      | 20       | 30       | 12       |          |          |
| 4 | {\displaystyle H_{4}} [5,3,3] (порядок 14400)        |                                | Стодвадцатиячейник · {5, 3, 3}             | 120 додекаэдров        | 600      | 1200     | 720      | 120      |          |
| 5 | {\displaystyle {\bar {H}}_{4}} [5,3,3,3] (порядок ∞) |                                | Стодвадцатиячейные соты · {5, 3, 3, 3}     | ∞ Стодвадцатиячейников | ∞        | ∞        | ∞        | ∞        | ∞        |

### Икосаэдральные многогранники
Полное семейство икосаэдральных пятиугольных многогранников состоит из:
1. Отрезок, { }
2. Пятиугольник, {5}
3. Икосаэдр, {3, 5} (20 треугольных граней)
4. Шестисотячейник, {3, 3, 5} (120 тетраэдральных ячеек)
5. Пятиячейные соты пятого порядка[англ.], {3, 3, 3, 5} — замощают гиперболическое 4-мерное пространство (∞ пятиячейных фасет)

Фасеты любого икосаэдрального пятиугольного многогранника являются симплексами на единицу меньшей размерности. Вершинными фигурами многогранников являются икосаэдральные пятиугольные многогранники на единицу меньшей размерности.
| n | Группа Коксетера                                     | Многоугольник Петри (проекция) | Название диаграмма Коксетера Символ Шлефли     | Фасеты                      | Элементы | Элементы | Элементы | Элементы | Элементы |
| n | Группа Коксетера                                     | Многоугольник Петри (проекция) | Название диаграмма Коксетера Символ Шлефли     | Фасеты                      | Вершины  | Рёбра    | Грани    | Ячейки   | 4-грани  |
| - | ---------------------------------------------------- | ------------------------------ | ---------------------------------------------- | --------------------------- | -------- | -------- | -------- | -------- | -------- |
| 1 | {\displaystyle H_{1}} [ ] (порядок 2)                |                                | Отрезок · { }                                  | 2 вершины                   | 2        |          |          |          |          |
| 2 | {\displaystyle H_{2}} [5] (порядок 10)               |                                | Пятиугольник · {5}                             | 5 рёбер                     | 5        | 5        |          |          |          |
| 3 | {\displaystyle H_{3}} [5,3] (порядок 120)            |                                | Икосаэдр · {3, 5}                              | 20 правильных треугольников | 12       | 30       | 20       |          |          |
| 4 | {\displaystyle H_{4}} [5,3,3] (порядок 14400)        |                                | Шестисотячейник · {3, 3, 5}                    | 600 тетраэдров              | 120      | 720      | 1200     | 600      |          |
| 5 | {\displaystyle {\bar {H}}_{4}} [5,3,3,3] (порядок ∞) |                                | Пятиячейные соты пятого порядка · {3, 3, 3, 5} | ∞ Пятиячейников             | ∞        | ∞        | ∞        | ∞        | ∞        |

## Связанные звёздчатые многогранники и соты
От пятиугольных многогранников могут быть образованы звёзчатые формы с получением новых звёздчатых правильных многогранников:
- В трёхмерном пространстве получаются четыре многогранника Кеплера — Пуансо — {3,5/2}, {5/2,3}, {5,5/2} и {5/2,5}.
- В четырёхмерном пространстве получаются десять многогранников Шлефли-Гесса: {3,5,5/2}[англ.],{{5/2,5,3}[англ.], {5,5/2,5}[англ.], {5,3,5/2}[англ.], {5/2,3,5}[англ.], {5/2,5,5/2}[англ.], {5,5/2,3}[англ.], {3,5/2,5}[англ.], {3,3,5/2}[англ.] и {5/2,3,3}.
- В четырёхмерном гиперболическом пространстве существуют четыре правильных звёздчатых сот: {5/2,5,3,3}[англ.], {3,3,5,5/2}[англ.], {3,5,5/2,5}[англ.] и {5,5/2,5,3}[англ.].